# Neocasal
Neocasal es el primer álbum de estudio de Tino Casal. Publicado en 1981 por Emi-Odeón fue el primer gran éxito en su trayectoria artística. Con este álbum también alcanzó su primer número uno en las listas de éxitos, con la canción Champú de huevo.

## Producción
Cuando salió al mercado Neocasal, Casal ya había sido productor y compositor para otros artistas, además de para sí mismo, en la banda Los Archiduques y sus sencillos en solitario, por lo que la discográfica EMI le dio un voto de confianza. En este disco cuenta con la colaboración de su productor Julián Ruiz, así como de su pareja Pepa Ojanguren para la composición de las letras y de Carlos García-Vaso en todas las guitarras del álbum.
Se reeditó en CD en 2003 junto a Etiqueta negra y Hielo rojo y en 2011 junto a todos los discos de estudio de Tino Casal.

## Lista de canciones
| N.º | Título                | Escritor(es)                                                         | Duración |  |
| 1.  | «Tokyo»               | Tino Casal                                                           | 4:22     |  |
| 2.  | «Champú de huevo»     | Casal                                                                | 3:16     |  |
| 3.  | «Love Me Tonight»     | J. Ruiz, Casal (español)                                             | 3:42     |  |
| 4.  | «Billy Boy»           | Casal (español)                                                      | 4:10     |  |
| 5.  | «Aquí en Viena»       | Casal                                                                | 4:00     |  |
| 6.  | «Stupid Boy»          | P. Ojanguren, Casal (inglés)                                         | 4:04     |  |
| 7.  | «Goodnight Hollywood» | Casal (español)                                                      | 4:28     |  |
| 8.  | «Life on Mars?»       | Versión de David Bowie                                               | 3:56     |  |
| 9.  | «Blanca estancia»     | Versión de White Room de Cream (Bruce, Brown) Adap. (J. Ruiz, Casal) | 4:52     |  |

Maxisencillos
| N.º | Título       | Escritor(es)    | Duración |  |
| 1.  | «Stupid Boy» | Casal (inglés)  | 5:52     |  |
| 2.  | «Stupid Boy» | Casal (español) | 3:24     |  |